# Elmer Ivan Applegate
Elmer Ivan Applegate (* 31. März 1867 nahe Ashland, Oregon; † 18. November 1949 in Williams bei Klamath Falls, Oregon) war ein amerikanischer Botaniker. Er studierte vor allem die Flora seiner Heimat im Bundesstaat Oregon sowie die Kaliforniens. Applegate schrieb eine Monographie über die Pflanzengattung der Hundszähne oder Zahnlilien (Erythronium) und gab die Erstbeschreibung zu mehreren Arten dieser Gattung.
Sein botanisches Autorenkürzel lautet „Applegate“.

## Leben und Wirken

### Kindheit und Ausbildung
Elmer Ivan Applegate wurde am 31. März 1867 in der Nähe von Ashland im südlichen Oregon geboren; der Familienbibel zufolge kam er auf dem Grundstück seines Großvaters mütterlicherseits, Sam Grubb, zur Welt. Seine Eltern waren Lucien Applegate und Margaret Grubb. Sein Großvater väterlicherseits, Lindsey Applegate, war ein Wagenführer des Applegate Wagon Train bei der „Great Migration“ von 1843 gewesen; Elmers Vater Lucien war damals als einjähriges Kind dabei. Elmer Ivan Applegate war das älteste von sechs Kindern, zwei Jungen und vier Mädchen. Seine Geschwister waren Minnie (1869–1951), Fred (1871–1953), Evelyn (auch Eva genannt, 1875–1965), Bessie (1879–1918) und Elsie (1881–1965). Als Elmer zwei Jahre alt war, zog die Familie zur Brookside Ranch im Upper Swan Lake Valley, östlich von Klamath Falls gelegen. Vater Lucien begann 1869 zunächst von der Familie getrennt die Bewirtschaftung der 5.000 Acres (etwa 20 km²) großen Ranch. Ein Jahr später zog seine Frau Margaret mit dem dreijährigen Elmer und dessen kleiner Schwester Minnie zu ihm nach.
Die Familie verbrachte viele Winter in Kalifornien, wo die Kinder Highschool und Universität besuchten und musikalische Ausbildung genossen. Beispielsweise war Elmer 1884 in Santa Barbara; im folgenden Jahr 1885 baute sein Vater ein Haus im kalifornischen Ort Ontario. 1891 hielt sich Elmer in Ontario auf, und im folgenden Jahr 1892 schloss er einen Kurzschriftkurs  am Woodbury Business College in Los Angeles ab. Während der Sommeraufenthalte auf der Familienranch in Oregon lernte Elmer das Ranching. Er zeigte früh botanisches Interesse und sammelte eine große Zahl an unbenannten Pflanzen in seiner Kindheit.
Seine offizielle botanische Ausbildung erhielt er spätestens ab 1894 an der California State Normal School von San Jose. Mit seinen bereits ordentlichen botanischen Kenntnissen beeindruckte er dort seinen Botaniklehrer Volney Rattan, der an dieser Schule von 1889 bis zu seinem Ruhestand 1906 Botaniklehrer war und die Schrift Popular Flora of California verfasste.
Ab Frühjahr 1895 besuchte Elmer die Stanford University, wo er wahrscheinlich ein Semester Botanik bei Professor William Russel Dudley hörte. Elmer erhielt nie einen Abschluss an der Stanford University. Eine Meldung des Oregon Daily Journal vom 24. November 1949, der zufolge er einen Ehren-Grad von Stanford erhalten habe, ist nicht zutreffend. Elmer schloss an der Stanford University kein Studium ab, da er nur schwache Sehkraft besaß; das Augenleiden plagte ihn die meiste Zeit seines Lebens.
Von 1895 bis 1896 war Applegate sehr erfolgreich mit dem Pflanzensammeln, wie aus seinen im Oregon State University herbarium vorhandenen Sammlungen hervorgeht.
Von 1896 und 1898 verbrachte er jeweils fünf Monate des Jahres bei Frederick Vernon Coville (1867–1937) am Landwirtschaftsministerium der Vereinigten Staaten (US Department of Agriculture, abgekürzt USDA). Coville war leitender Botaniker und Kurator des National Herbarium; unter ihm machte Applegate Pflanzenbeobachtungen und -sammlungen in den Cascade Mountains von Klamath Falls bis Portland. Zwischendurch – gesichert im Winter 1896/1897 – musste er sich um die Farm seines Vaters kümmern. Im Winter 1898/1899 arbeitete er in Washington, D.C., wo er Covilles Pflanzensammlungen ordnete. Die Sammlungen sind im National Herbarium aufbewahrt.

### Hochzeit und gemeinsame Zeit mit Ehefrau Esther
Elmer heiratete am 5. Juli 1899 Esther Emily Ogden, die aus einer Siedlerfamilie von Grass Valley in Kalifornien stammte. Ihr Vater Robert Ogden kam 1849 aus Illinois zu den Goldvorkommen. Die nahe dem kalifornischen Nevada City geborene Esther wuchs in Kalifornien auf und schloss ihre Ausbildung an der University of California in Berkeley ab. Vor der Heirat lehrte sie 16 Jahre lang an der Miss Head’s Finishing School for Girls in Oakland. Eine Zeitlang machte sie Natur- und Geographiestudien für die San Bernardino Schools, und es ist anzunehmen, dass sich Elmer und Esther in San Bernardino kennenlernten, als Elmer dort lebte. Esther war eine Nichte des Forschungsreisenden Peter Skene Ogden, der als Bergführer eine Abordnung der Hudson’s Bay Company von Fort Vancouver am Columbia River bis nach Süd-Oregon von 1826 bis 1827 leitete und dadurch berühmt wurde. Zur im kalifornischen Nevada City stattfindenden Hochzeit war Elmer 32, Esther 34 Jahre alt. Die Ehe blieb kinderlos. Das Paar lebte in Klamath Falls und besaß dort eine kleine Farm.
Applegates Frau Esther war eine talentierte Malerin, die mit Wasserfarben, Pastell- und Ölfarben arbeitete. Sie zeichnete die von ihrem Mann gesammelten Pflanzenexemplare, während er diese botanisierte. Ihre Malarbeiten führte sie auf Empire-bond-Papier zunächst als Strichzeichnung aus und arbeitete dann mit Wasserfarben nach. Sie begleitete Elmer auch bei Exkursionen zum Pflanzensammeln entlang der Pazifikküste und landeinwärts bis zu den Rocky Mountains.
Elmer Applegate wirkte ab etwa 1905 bei der Organisation des Klamath-Bewässerungsprojekts mit und war zeitweise first secretary des Projektes. Er war eine treibende Kraft bei der Gründung der Western Reclamation Association (National Federation of Irrigation Associations).
1908 errichteten Elmer und Esther einen Bungalow in Klamath Falls, gelegen an der Ecke der Eberlein Street und der Austin Street. Eine Grenze des Grundstücks bildete der Hauptbewässerungskanal. Das Haus ist bis heute von einem Baumhain umgeben, den Elmer gepflanzt hatte.
Nach Jahren, in denen sich das Ehepaar mehr auf den Betrieb der Farm und lokale Belange konzentriert hatte, wandte sich Applegate ab 1923 wieder vermehrt der Botanik zu. Von 1928 bis 1934 und nochmals von 1934 bis 1938 war er Acting Director des Dudley Herbarium an der Stanford University.

### Alter
Applegates Frau Esther verstarb am 9. August 1931 an einem Schlaganfall. Der Verlust traf Elmer schwer, was auch aus den folgenden Worten, die er an Roxana Stinchfield Ferris († 1978) schrieb, hervorgeht. Ferris war 47 Jahre lang am zur Stanford University gehörenden Dudley Herbarium beschäftigt, und mit ihr war Elmer über botanische Themen in Kontakt.

“During all the years we were together, I was rarely away from Esther, even for a day. In all my undertakings, her help and sympathey [sic] and encouragement were my inspiration. Added to this was a rare comradeship that made life very beautiful. And so I find it most dificult [sic] to bear up under the great sense of loss. Her wish has always been that I carry on no matter what happened.”

„Während all unseren gemeinsamen Jahren war ich selten von Esther getrennt, selbst für einen einzelnen Tag. Bei all meinen Unternehmungen inspirierten mich ihre Hilfe, ihr Mitgefühl und ihre Aufmunterung. Darüber hinaus war sie ein echter Kamerad, der mir das Leben sehr schön machte. Jetzt ist es für mich äußerst schwierig, angesichts des schweren Verlustes meine Haltung zu bewahren. Ihr Wunsch war es immer, dass ich weitermache, egal was passieren würde.“

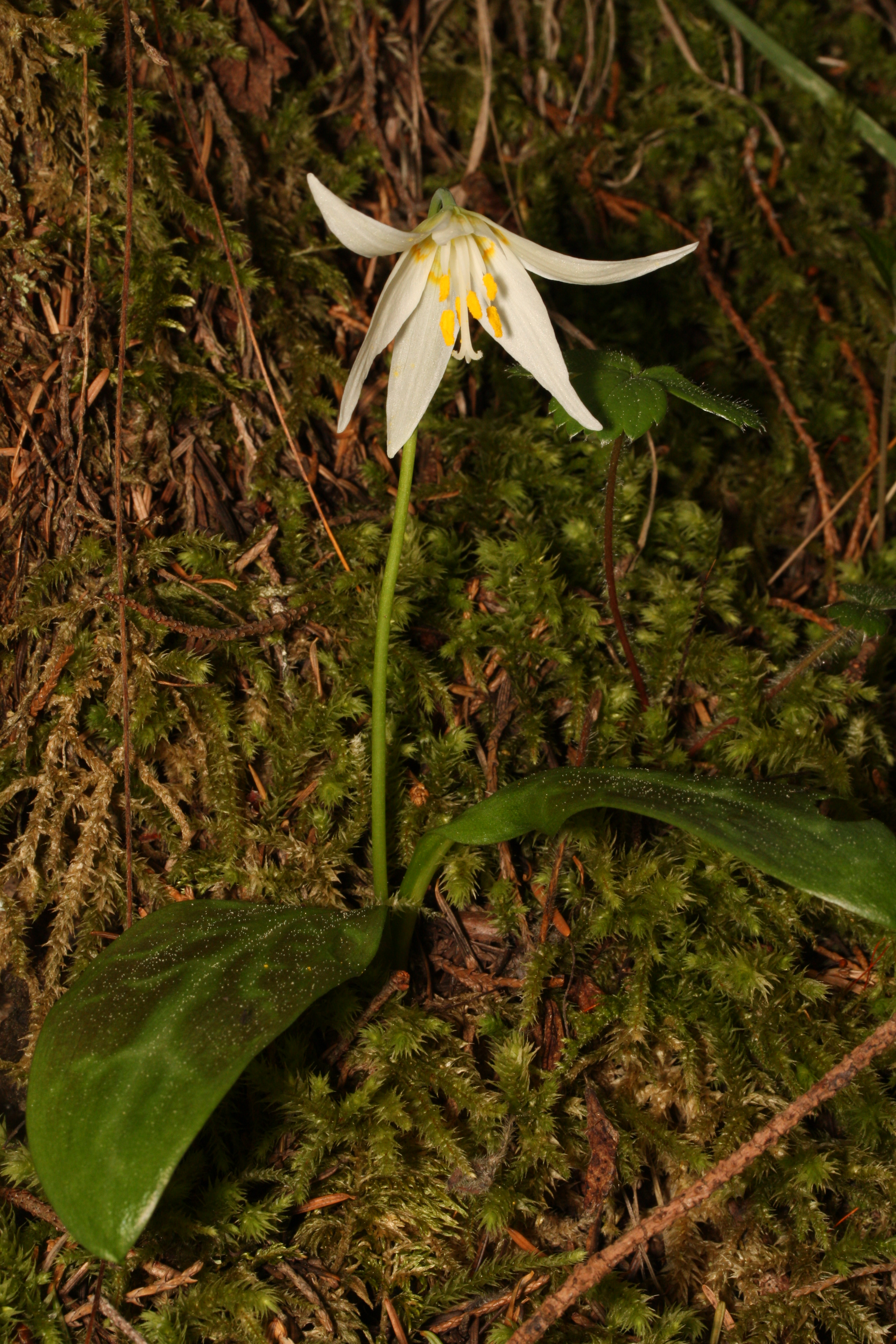
Oregon-Hundszahn (Erythronium oregonum)

Nach diesem einschneidenden Ereignis vertiefte sich Elmer mit aller Kraft in die Botanik; in dieser Phase entstanden seine wichtigsten botanischen Beiträge. Er schrieb seine Monographie über die Gattung Erythronium sowie eine Flora des in Oregon gelegenen Crater-Lake-Nationalparks und eine des nordkalifornischen Lava Beds National Monument. Im Alter von 67 Jahren nahm er 1934 eine Stelle als „Park Ranger (naturalist)“ am Crater-Lake-Nationalpark an, die er bis 1939 ausübte.
Die inoffizielle Hüterin der Familiengeschichte von Elmers Vater Lucien Applegate, Cressa Vineup (Grubb) Tennant, berichtete folgende Geschichte über Elmer aus seiner Zeit, als er für den National Park Service am Crater-Lake-Nationalpark arbeitete:

“Elmer was a very slight man about 5 feet 10 inches tall who wore thick heavy glasses and couldn't see well even with those. One time, he was up at Crater Lake. They always wanted him to have somebody to go with him. He told me, ‘I don't want anybody with me. They hold me back.’ Well one day he went alone and got down in Annie Creek Canyon and he got into a hornet's nest. He knocked off his glasses and they fell down into the water, clear down the mountain. He was there all night. He couldn't find his way out. Then they told him he had to have someone with him. They wouldn't let him go alone after that. Elmer, who was in his sixties at the time, said ‘They just hold me back. I don't like to work with them.’”

„Elmer war ein sehr schmächtiger, etwa 1,75 Meter großer Mann, der dicke Brillengläser trug und auch mit diesen nicht gut sehen konnte. Ein Vorfall ergab sich, als er am Crater Lake oben war. Sie [gemeint sind wohl die weiteren Mitglieder des Stabes der Park-Ranger] drängten ihn stets, dass er jemanden als Begleiter mitnehmen solle. Er sagte mir: ‚Ich möchte niemanden dabei haben. Sie halten mich nur auf.‘ Eines Tages war er allein unterwegs und stieg in den Annie Creek Canyon, wo er in ein Hornissennest geriet. Er schlug seine Brille weg, die den Berg runter und ins Wasser fiel. Er verbrachte dort die ganze Nacht und konnte den Weg heraus nicht finden. Darauf sagten sie ihm, dass er stets einen Begleiter mitnehmen müsse und ließen ihn seitdem nicht mehr alleine weg. Elmer, der damals in seinen 60er Jahren war, sagte ‚Sie halten mich nur auf. Ich mag es nicht, mit ihnen zu arbeiten.‘“

Bis 1938 blieb Applegate Honorary Acting Curator des Dudley Herbarium an der Stanford University. Danach fuhr er seine botanischen Aktivitäten deutlich herunter. 1939 veröffentlichte er noch sein umfangreichstes Werk, das etwa 90-seitige Plants of Crater Lake National Park. Es wird zwar häufig die „erste Flora des Crater Lake“ genannt, allerdings kam ihm Frederick Lyle Wynd zuvor, der 1936 eine flora of Crater Lake national Park im American Midland Naturalist veröffentlichte.
Im September 1939 verkaufte Elmer den Großteil seines Besitzes in Klamath Falls und zog nach Williams im Josephine County in Oregon. Dort wohnte er in der Nähe seiner Schwestern Evelyn und Elsie am Williams Creek; später wohnte auch seine Schwester Minnie dort. Die Applegate-Geschwister waren Selbstversorger und überstanden deshalb die Einschränkungen des Zweiten Weltkrieges problemlos. 1946 besaßen sie ordentliche Vorräte an Fleisch, Obst und Gemüse, und auch Milchprodukte standen ihnen zur Verfügung. Zucker war dagegen knapp.
Am 16. November 1949 verstarb Elmer Ivan Applegate im Haus seiner Schwestern. Er wurde im Linkville Cemetery in Klamath Falls bestattet, wo auch seine Frau und weitere Verwandte begraben sind.
Seine Pflanzensammlungen sind heute bei der California Academy of Sciences der Oregon State University sowie am Crater-Lake-Nationalpark untergebracht.

## Forschung

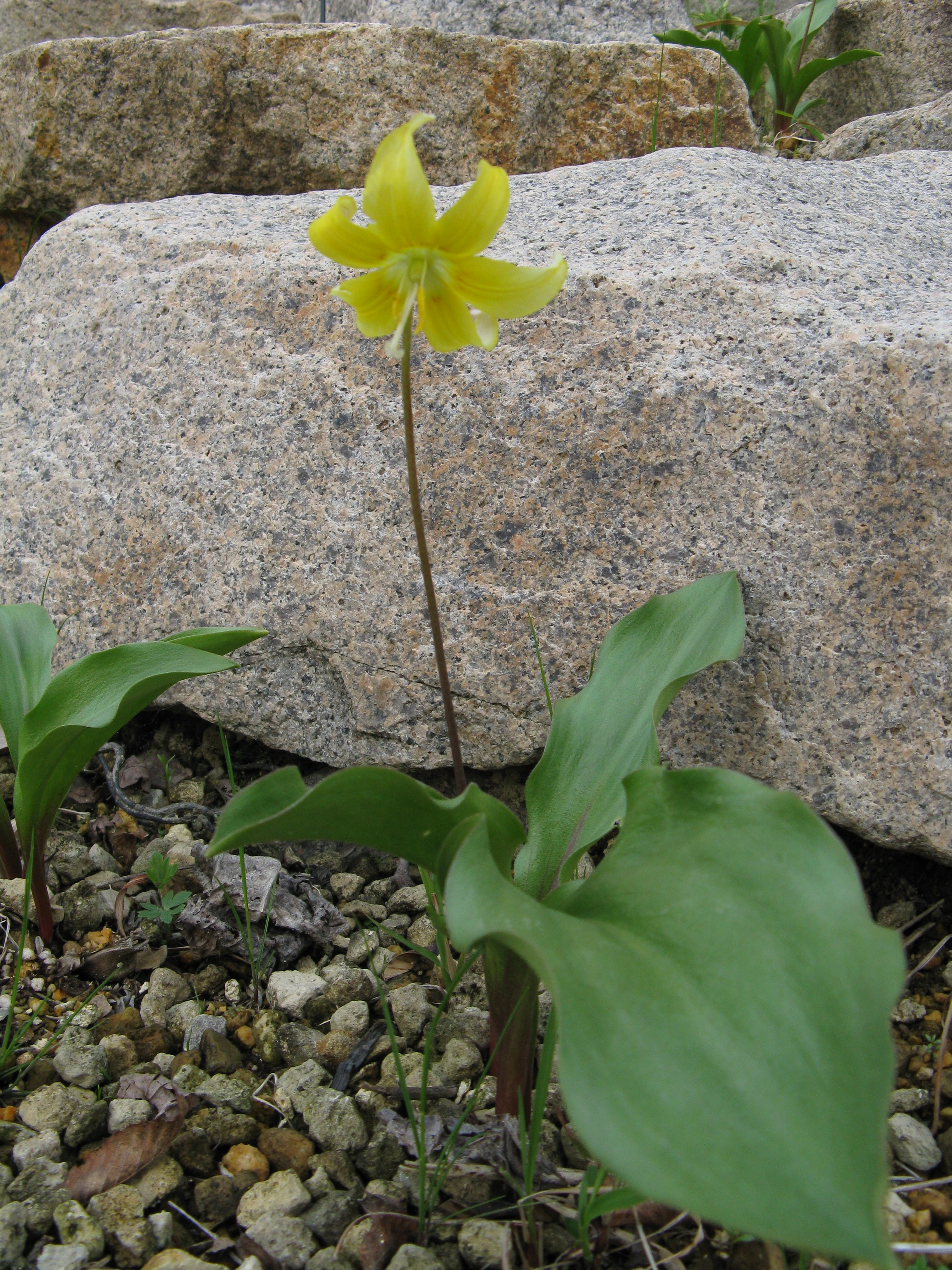
Stern-Hundszahn (Erythronium tuolumnense)

Applegate forschte vor allem zu einheimischen Pflanzen im Westen der USA von Kalifornien bis Oregon. Sein beliebtestes Forschungsgebiet war die Pflanzengattung der Hundszähne oder Zahnlilien (Erythronium), über die er eine Monographie verfasste, die 1935 in der Madroño, der Zeitschrift der California Botanical Society, veröffentlicht wurde. Er hatte schon in der Kindheit Exemplare einer Art dieser Gattung gesammelt, die damals noch überhaupt nicht benannt war. 1941 beschrieb er zusammen mit dem Botaniker Morton Peck von der Willamette University die Pflanzenart Frasera umpquaensis aus der Familie der Enziangewächse.
Hier eine Auflistung der von Applegate benannten Taxa mit Hinweis auf Veröffentlichungsort und -jahr:
- Downingia sikota Applegate, Contrib. Dudley Herb. 1:97, 1929.
- Downingia yina Applegate, Contrib. Dudley Herb. 1:97, 1929.
- Erythronium giganteum subsp. leucandrum Applegate, Contrib. Dudley Herb. 1:189, 1933.
- Erythronium grandiflorum subsp. chrysandrum Applegate, Contrib. Dudley Herb. 1:190, 1933.
- Erythronium helenae Applegate, Contrib. Dudley Herb. 1:188, 1933.
- Erythronium klamathense Applegate, Contrib. Dudley Herb. 1:151, 1930.
- Erythronium nudopetalum Applegate, Contrib. Dudley Herb. 1:189, 1933.
- Erythronium oregonum Applegate, Madroño 3:99, 1935.
- Erythronium oregonum subsp. leucandrum Applegate, Madroño 3:106, 1935.
- Erythronium tuolumnense Applegate, Contrib. Dudley Herb. 1:153, 1930.
- Frasera umpquaensis M.Peck & Applegate, Madroño 6:12, 1941.
- Mertensia siskiyouensis Applegate, Contrib. Dudley Herb. 1:154, 1930.

Daneben betätigte er sich auch auf dem Gebiet der Paläobotanik. Er hatte eine Sammlung fossiler Pflanzen aus der Nähe von Ashland in Oregon, die er dem Paläobotaniker C. H. Knowlton vermachte. Dieser veröffentlichte aus Applegates Sammlung zwei neue Arten, die er Quercus applegatei und Ficus andersonii benannte; das Artepitheton andersonii ehrt dabei Elmers Cousin Frank Anderson, der Geologe war und die LaBrea Tar Pits entdeckte.

## Ehrungen

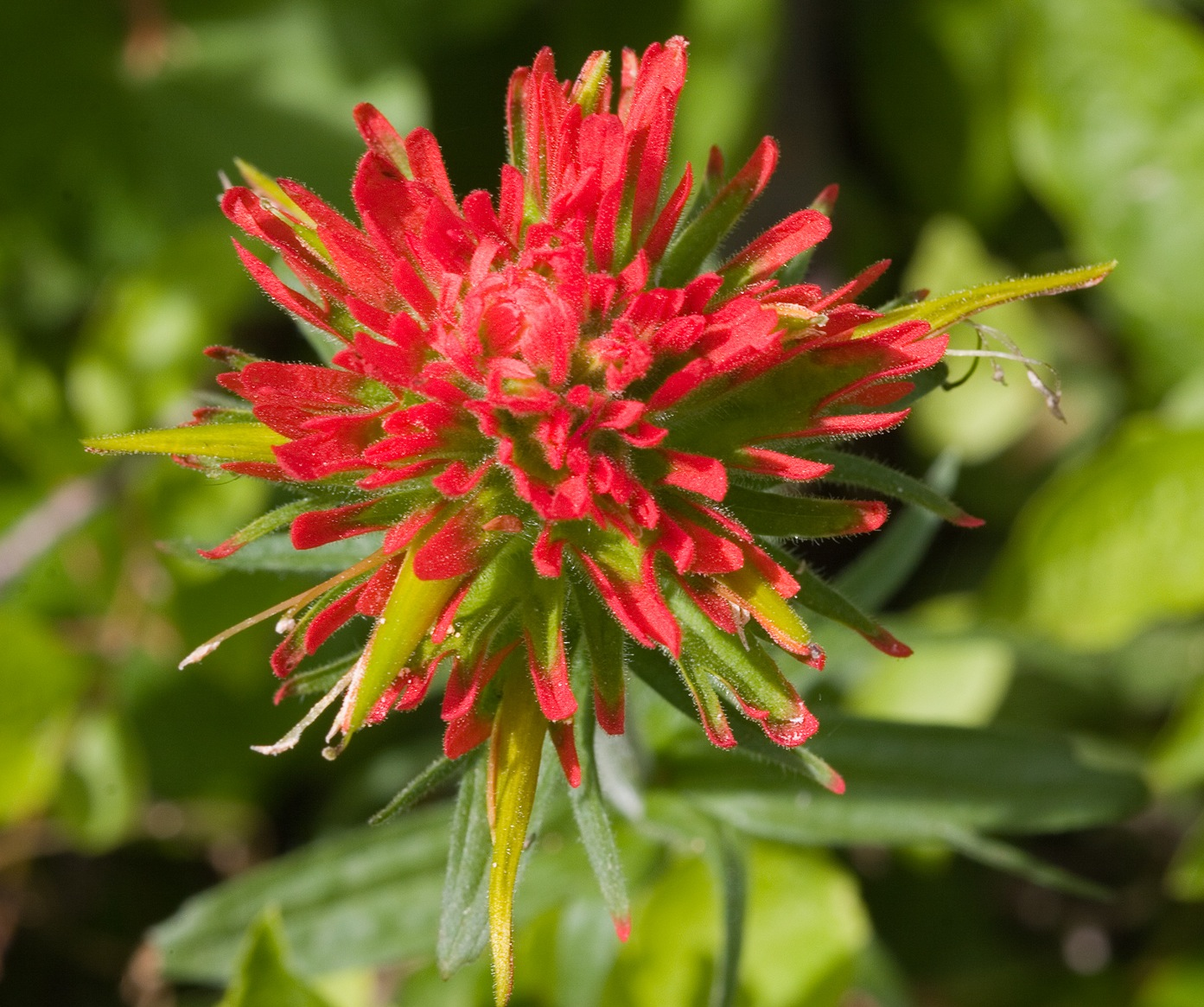
Castilleja applegatei

Die Artepitheta folgender Pflanzenarten sind zu seinen Ehren benannt worden:
- Astragalus applegatei M.Peck, Proc. Biol. Soc. Wash. 49:111, 1936.
- Castilleja applegatei Fernald, Erythea 6:49, 1898.
- Lecanora applegatei Herre, Bryologist 47:24, 1944.
- Quercus applegatei F.W.Knowlt., US Geol. Survey, 20th Ann. Report pt. 3, 42, 1900.

1940 erhielt Applegate ein Ehrendoktorat vom Oregon State College.

## Schriften
Applegates umfangreichste Schriften sind die folgenden drei:
- The genus Erythronium: a taxonomic and distributional study of western North American species. In: Madroño. Band 3, 1935, S. 58–113.
- Plants of Lava Beds National Monument, California. In: American Midland Naturalist. Band 19, 1938, S. 334–367.
- Plants of Crater Lake National Park. In: American Midland Naturalist. Band 22, 1939, S. 225–314.

Seine weiteren veröffentlichten Beiträge sind:
- Two new Downingias from Oregon. In: Contrib. Dudley Herb., Stanford Univ. Band 1, 1929, S. 97–98.
- Some undescribed plants form the Pacific states. In: Contrib. Dudley Herb., Stanford Univ. Band 1, 1930, S. 151–154.
- New western Erythroniums. In: Contrib. Dudley Herb., Stanford Univ. Band 1, 1933, S. 188–190.
- The flora of Wizard Island. In: Nature Notes from Crater Lake National Park. Band 7, Nr. 1, 1934, S. 7–8 (HTML-Version).
- Applegate's paint-brush on Applegate Peak. In: Nature Notes from Crater Lake National Park. Band 7, Nr. 3, 1934, S. 10 (HTML-Version).
- Monkey-flowers of Crater Lake. In: Nature Notes from Crater Lake National Park. Band 8(1), 1935, S. 9–10 (HTML-Version).
- Latest flowering plants in Crater Lake Nationale Park. In: Nature Notes from Crater Lake National Park. Band 7, Nr. 2, 1935, S. 9–10 (HTML-Version).
- Some fruits of Crater Lake plants. In: Nature Notes from Crater Lake National Park. Band 7, Nr. 3, 1935, S. 6–9 (HTML-Version).
- Report of Botanical Activities for 1936. Crater Lake National Park, 1936.
- Some plants common to Crater Lake National Park and the Lava Beds National Monument. In: Nature Notes from Crater Lake National Park. Band 9, 1936, S. 3–4 (HTML-Version).
- The Flowering Seasons of Crater Lake Plants. In: Nature Notes from Crater Lake National Park. Band 11, Nr. 1, 1938 (HTML-Version).
- Information Bulletin – EAR 7/10/37. Crater Lake National Park, 1937.

Applegate war auch Ko-Autor eines Provisional Manual für den Crater-Lake-Nationalpark:
- Provisional Manual of Information. Hrsg.: Crater Lake National Park. 1934 (PDF, 2,9 MB).

Einige weitere Schriften von Applegate sind erhalten, aber nicht veröffentlicht.